# Klaus Mosettig
Klaus Mosettig (* 1975 in Graz) ist ein österreichischer Künstler, der vorwiegend in den Medien Zeichnung und erweiterte Skulptur arbeitet.

## Leben und Werk
Klaus Mosettig besuchte von 1993 bis 1994 die Meisterschule Malerei an der HTBLVA Graz-Ortweinschule und studierte von 1994 bis 2000 Bildhauerei an der Akademie der Bildenden Künste Wien bei Bruno Gironcoli sowie von 1998 bis 1999 an der Gerrit Rietveld Academie, Amsterdam.
Er entwickelt seine Arbeitsweise aus einem erweiterten Skulpturenbegriff mit Betonung der zeitlichen Dimension, etwa in frühen Arbeiten mit 16-mm-Film. In der Folge fand Mosettig zu Formen, die den prozessualen Aspekt von Skulptur beziehungsweise Plastik in den Blick nehmen. Mit lebenden Pflanzen und Tieren als Material zeigt sich Mosettigs System in einem Spannungsfeld aus Zufall und Kontrolle, Natur und Kunst, Prozess und Werk, stringent in der Konzeption und gleichzeitig mit einer starken sinnlich-körperlichen, um nicht zu sagen handwerklichen Komponente.
Das Medium Zeichnung ist in verschiedenen Erscheinungsformen stets von hoher Bedeutung in Mosettigs Kunst. Seit der Ausstellung Pradolux 2009 in der Wiener Secession steht es im Zentrum seiner Arbeit und ihrer öffentlichen Wahrnehmung. Zum Signum von Mosettigs Zeichenpraxis wurde ein Verfahren, das er unterschiedslos auf verschiedenartige Vorlagen anwendet und das zwei Konstanten aufweist: eine Diaprojektion, die das eigentliche Motiv der Zeichnung darstellt, und die systematische Übertragung des Lichtbilds mit BleistiftSchraffuren in Grauwerte. Der Künstler arbeitet regelmäßig in Serien und greift häufig auch auf künstlerische Mittel wie Wiederholungen oder Spiegelungen zurück.
Die gewählten Vorlagen durchmessen ein weites Feld und reichen von prominenten Kunstwerken (von Jackson Pollock, Josef Albers, Käthe Kollwitz u. a.) bis zu Ablagerungen von Staub und Schmutz (Projektorenporträts, 2008/09), von Kritzelzeichnungen der eigenen Tochter (Informel, 2014–2017) bis zu Fotos der Mondoberfläche (Apollo 11, 2008/09) und einer Tischplatte in Griechenland, auf welcher Fingerabdrücke von Geflüchteten abgenommen wurden (Handwriting, 2017/18). Sachlich divers und emotional unterschiedlich besetzt werden alle diese Funde zu gleichberechtigten visuellen Fakten, zum Stoff für Mosettigs kontemplativ-manuelle Übersetzungsarbeit. Bei aller Konsequenz im Zugang, eröffnen sich je nach Werkserie unterschiedliche Horizonte und Reflexionen zu Medium und Material, Malerei und Zeichnung, Erfindung und Aneignung, Unikat und Repetition, Abbild und Wirklichkeit, Moment und Dauer, Nähe und Distanz.

## Einzelausstellungen (Auswahl)
- 2006: Holzplastik, Neue Galerie Graz[3]
- 2009: Pradolux, Secession Wien[4]
- 2010: Nature morte, Kunstraum Dornbirn[5]
- 2011: Stuart Shave Modern Art, London[6]
- 2015: Withdrawal, Hofstätter Projekte, Wien[7][8]
- 2018: Handwriting, Kunsthalle Darmstadt[9]
- 2019/20: The David Plates, Kunsthistorisches Museum Wien[10]

## Auszeichnungen
- 2005: Walter-Koschatzky-Kunst-Preis
- 2007: Preis des Landes Tirol beim Österreichischen Grafik Wettbewerb, Innsbruck
- 2010: Staatsstipendium für Bildende Kunst, Österreich
- 2010: Förderungspreis der Stadt Wien
- 2010: Prof.-Hilde-Goldschmidt-Preis
- 2014: Großer Kunstpreis der Stadt Graz[1]

## Publikationen
- Pradolux, Secession, Wien 2009, ISBN 978-3-902592-21-7.
- Nature morte, Verlag für moderne Kunst, Nürnberg 2010, ISBN 978-3-86984-028-4.
- Withdrawal, Schlebrügge.Editor, Wien 2015 ISBN 978-3-902833-74-7.
- Leros, Schlebrügge.Editor, Wien 2018, ISBN 978-3-903172-31-9.
- The David Plates, Kunsthistorisches Museum, Wien 2019, ISBN 978-3-99020-198-5.